# Montréal-Outremont
Pour les articles homonymes, voir Outremont (homonymie).
Circonscription électorale provinciale du Canada
Montréal-Outremont est une ancienne circonscription électorale québécoise. Elle était située sur l'île de Montréal. Lors de l'élection de 1966, elle est remplacée par la circonscription d'Outremont (qui sera elle-même dissoute en 2018 pour former la circonscription actuelle de Mont-Royal–Outremont).

## Liste des députés
| Législature                                     | Années    | Député                | Député       | Parti   |
| ----------------------------------------------- | --------- | --------------------- | ------------ | ------- |
| Montréal-Outremont Créée depuis Westmount       |           |                       |              |         |
| 21e                                             | 1939–1944 |                       | Henri Groulx | Libéral |
| 22e                                             | 1944–1948 |                       | Henri Groulx | Libéral |
| 23e                                             | 1948–1952 |                       | Henri Groulx | Libéral |
| 24e                                             | 1952–1953 |                       | Henri Groulx | Libéral |
| 24e                                             | 1953–1956 | Georges-Émile Lapalme |              | Libéral |
| 25e                                             | 1956–1960 | Georges-Émile Lapalme |              | Libéral |
| 26e                                             | 1960–1962 | Georges-Émile Lapalme |              | Libéral |
| 27e                                             | 1962–1966 | Georges-Émile Lapalme |              | Libéral |
| Dissoute dans D'Arcy-McGee, Dorion et Outremont |           |                       |              |         |